# Muzaffer Özdemir
Muzaffer Özdemir (ur. w 1955 w Gümüşhane) – turecki aktor filmowy. Znany jest głównie ze współpracy z uznanym reżyserem Nuri Bilge Ceylanem, u którego wystąpił w filmach: Miasteczko (1997), Chmury w maju (1999) i Uzak (2002). Za rolę w ostatnim z nich zdobył wraz z Mehmetem Eminem Toprakiem nagrodę dla najlepszego aktora na 56. MFF w Cannes.